# Aubusson (Creuse)
Aubusson é uma comuna francesa na região administrativa da Nova Aquitânia, no departamento de Creuse. Estende-se por uma área de 19,21 km². Em 2010 a comuna tinha 3 513 habitantes (densidade: 182,9 hab./km²).